# Abisara corbeti
Abisara corbeti är en fjärilsart som beskrevs av Bennett 1950. Abisara corbeti ingår i släktet Abisara och familjen Riodinidae. Inga underarter finns listade i Catalogue of Life.